# Liste der Bodendenkmäler in Hemhofen
Auf dieser Seite sind die Bodendenkmäler in der mittelfränkischen Gemeinde Hemhofen zusammengestellt. Diese Tabelle ist eine Teilliste der Liste der Bodendenkmäler in Bayern. Grundlage ist die Bayerische Denkmalliste, die auf Basis des Bayerischen Denkmalschutzgesetzes vom 1. Oktober 1973 erstmals erstellt wurde und seither durch das Bayerische Landesamt für Denkmalpflege geführt wird. Die folgenden Angaben ersetzen nicht die rechtsverbindliche Auskunft der Denkmalschutzbehörde.

## Bodendenkmäler in Hemhofen
| Lage                | Objekt | Akten-Nr.     | Bild           |
| ------------------- | --- | ------------- | -------------- |
| Hemhofen (Standort) | Archäologische Befunde im Bereich des frühneuzeitlichen Schlosses und der Schlossparkanlage von Hemhofen. | D-5-6331-0092 | weitere Bilder |
| Hemhofen (Standort) | Mittelalterliche und frühneuzeitliche Befunde im Bereich des Jüdischen Friedhofes bei Zeckern.            | D-5-6331-0095 | weitere Bilder |
| Hemhofen (Standort) | Archäologische Befunde im Bereich der frühneuzeitlichen Wüstung Reuendorf.                                | D-5-6331-0111 |                |